# Unterbringungsgesetz (Österreich)
Das Unterbringungsgesetz (UbG) regelt in Österreich die Unterbringung, das heißt die (in der Regel unfreiwillige) Aufnahme und Behandlung psychisch Kranker in einer Abteilung für Psychiatrie eines Krankenhauses oder einer Krankenanstalt für Psychiatrie, wo sie in einem geschlossenen Bereich angehalten oder sonst Beschränkungen ihrer Bewegungsfreiheit unterworfen werden. Sowohl die materiellen Voraussetzungen der Unterbringung, die Rechte der untergebrachten Personen und die Befugnisse der behandelnden Ärzte als auch das Verfahren sind seit dem 1. Jänner 1991 in diesem Gesetz (BGBl. Nr. 155/1990) geregelt. Dieses trat damit an die Stelle der Bestimmungen der Entmündigungsordnung über die Anhaltung in „geschlossenen Anstalten“, die seit 1916 gegolten hatten.
Da die Unterbringung eine Einschränkung des Rechtes auf persönliche Freiheit bedeutet, muss sie durch ein Gericht überprüft werden. Die Unterbringung ist generell von der gerichtlich angeordneten Unterbringung im Maßnahmenvollzug zu unterscheiden. Letztere bezieht sich ausschließlich auf straffällig gewordene Personen sowie deren Anhaltung in speziell eingerichteten und gesicherten Justizanstalten.

## Voraussetzungen
Patienten dürfen nur dann in einer psychiatrischen Anstalt oder Abteilung untergebracht werden, wenn sie:
- psychisch krank sind,
- auf Grund dessen eine ernstliche und erhebliche Gefahr für Leben oder Gesundheit des Patienten selbst oder anderer besteht und
- außerhalb einer Abteilung für Psychiatrie keine ausreichende Behandlung möglich ist.

Nur wenn diese drei Voraussetzungen (gleichzeitig) vorliegen, ist eine Unterbringung erlaubt (§ 3 UbG).

## Arten

### Unterbringung auf eigenes Verlangen
Liegen bei einem Kranken die Voraussetzungen für eine Unterbringung vor, kann er selbst seine Unterbringung verlangen (§§ 4–7 UbG).
- Voraussetzung ist, dass der Patient entscheidungsfähig ist, d. h. den Grund und die Bedeutung der Unterbringung einsehen und seinen Willen nach dieser Einsicht selbst bestimmen kann. Volljährige Personen und mündige Minderjährige (d. h. ab Vollendung des 14. Lebensjahres) können nur selbst das Verlangen auf Unterbringung stellen. Bei einem entscheidungsfähigen unmündigen Minderjährigen (also vor Vollendung des 14. Lebensjahres) muss er selbst und auch sein gesetzlichen Vertreter im Bereich der Pflege und Erziehung (Erziehungsberechtigter) die Unterbringung verlangen. Ein entscheidungsunfähiger unmündiger Minderjähriger darf untergebracht werden, wenn sein Erziehungsberechtigter die Unterbringung verlangt.
- Das Verlangen auf Unterbringung muss schriftlich vor dem Abteilungsleiter oder einem Vertreter (Facharzt für Psychiatrie) gestellt werden. Es kann jederzeit in jeder beliebigen Form, auch schlüssig, widerrufen werden. Auch etwa erforderliche Zustimmungserklärungen müssen schriftlich abgegeben werden.
- Der Patient darf nur untergebracht werden, wenn der Abteilungsleiter oder ein anderer Facharzt nach Untersuchungen des Patienten schriftlich bestätigt, dass die allgemeinen Voraussetzungen für eine Unterbringung sowie die Entscheidungsfähigkeit des Patienten vorliegen.
- Die Unterbringung auf Verlangen darf höchstens sechs Wochen, nach erneutem Verlangen insgesamt höchstens zehn Wochen dauern.

In der Praxis kommt die Unterbringung auf Verlangen kaum vor, da bei Patienten, die über die erforderliche Einsichts- und Urteilsfähigkeit verfügen, in der Regel keine Beschränkungen der Bewegungsfreiheit erforderlich sind und über die stationäre Betreuung ein Behandlungsvertrag geschlossen wird.

### Unterbringung ohne eigenes Verlangen
Gegen den Willen eines Kranken (Unterbringung ohne eigenes Verlangen, §§ 8–11 UbG) ist eine Unterbringung grundsätzlich nur dann möglich, wenn von einem im öffentlichen Sanitätsdienst stehenden Arzt oder Polizeiarzt bestätigt wird, dass die Voraussetzungen dafür vorliegen den Patienten in einer psychiatrischen Anstalt. Zu diesem Zweck hat der Betroffene von Organen des öffentlichen Sicherheitsdienstes dem Arzt vorgeführt zu werden. Grundlage dafür bildet der § 46 Abs. 1 des Sicherheitspolizeigesetzes. Bei Gefahr im Verzug, durch die das Leben oder die Gesundheit des Kranken ernsthaft betroffen ist, muss jedoch kein Arzt beigezogen werden, sondern die Polizeibeamten können den Patienten direkt in eine Abteilung für Psychiatrie bringen.

## Vertretung untergebrachter Patienten
- Allen ohne eigenen Wunsch untergebrachten Patienten ist kraft Gesetzes ein Patientenanwalt als Rechtsbeistand (gesetzlicher Vertreter für dieses Verfahren) beigestellt, der die Rechte des Patienten parteilich zu vertreten hat. Der Kranke kann aber auch andere Personen zu seiner Vertretung bevollmächtigen.
- Patienten, die auf eigenen Wunsch untergebracht sind, können sich durch den Patientenanwalt vertreten lassen.

Die Patientenanwälte werden von einem Verein, dessen Eignung die Bundesministerin für Justiz festgestellt hat und der nach der Lage der psychiatrischen Abteilung örtlich zuständig ist, ausgebildet, für die besonderen Verhältnisse in Unterbringungssachen geschult und namhaft gemacht. Ihre Namen und ihre Büroadresse werden vom Vorsteher des örtlich zuständigen Bezirksgerichts in der Ediktsdatei kundgemacht.
Der Patientenanwalt zur Vertretung im Unterbringungsverfahren hat nichts mit den Patientenanwälten zu tun, die in verschiedenen Landes-Krankenanstaltengesetzen vorgesehen sind!

## Gerichtliche Kontrolle der Unterbringung ohne eigenes Verlangen
In der Abteilung muss der Abteilungsleiter oder ein anderer Facharzt für Psychiatrie einen eingelieferten Patienten unverzüglich untersuchen. Wenn er schriftlich bestätigt, dass die Voraussetzungen für eine Unterbringung erfüllt sind, ist der Patient zunächst wirksam untergebracht und darf in eine geschlossene Abteilung gelegt oder am Verlassen einer offenen Abteilung gehindert werden. Es ist aber auch schon vorher zulässig, ihn am Verlassen der Anstalt zu hindern, um die fachärztliche Untersuchung sicherzustellen.
Auf Verlangen des Patienten, seines Vertreters oder des Abteilungsleiters muss ein weiterer Facharzt den Patienten spätestens am Vormittag des auf dieses Verlangen folgenden Werktags untersuchen und ein weiteres Zeugnis über das Vorliegen der Voraussetzungen der Unterbringung ausstellen. Wenn danach die Voraussetzungen nicht mehr vorliegen, muss die Unterbringung sofort aufgehoben werden.
Die Abteilung für Psychiatrie muss von jeder Unterbringung ohne eigenes Verlangen unverzüglich das Bezirksgericht verständigen, in dessen Sprengel die Abteilung liegt. Dieses entscheidet im Verfahren außer Streitsachen über die Zulässigkeit oder Unzulässigkeit der Unterbringung.

### Anhörung des Patienten
Binnen vier Tagen ab Kenntnis von der Unterbringung muss ein Richter den Patienten in der Krankenanstalt besuchen, ihn über Grund und Zweck des Verfahrens informieren und sich einen persönlichen Eindruck von dessen Gesundheitszustand verschaffen (§§ 19, 20 UbG). Nach Einsicht in die Krankengeschichte sowie Anhörung (Einholung einer Stellungnahme) des Abteilungsleiters bzw. seines Vertreters, des Kranken selbst und des Patientenanwaltes entscheidet der Richter, ob die Unterbringung vorläufig für zulässig erklärt wird. Ein Sachverständiger für Psychiatrie kann schon in diesem Stadium beigezogen werden, muss aber nicht.
Der Abteilungsleiter hat dafür zu sorgen, dass der Patient an der Anhörung teilnehmen kann und möglichst nicht durch die Auswirkungen einer Behandlung beeinträchtigt wird.
Sind die Unterbringungsvoraussetzungen nicht gegeben, ist die Unterbringung sofort aufzuheben und der Patient auf Wunsch sofort zu entlassen, außer wenn der Abteilungsleiter ein Rechtsmittel anmeldet und das Gericht diesem sofort hemmende Wirkung zuerkennt.

### Mündliche Verhandlung
Wird die Unterbringung vorläufig für zulässig erklärt, muss spätestens vierzehn Tage nach Anhörung des Patienten eine mündliche Verhandlung in der Krankenanstalt abgehalten werden. Zu deren Vorbereitung ist zwingend ein schriftliches Gutachten eines Sachverständigen für Psychiatrie einzuholen. Als Sachverständiger darf nur ein Facharzt für Psychiatrie herangezogen werden, der nicht selbst in der Anstalt tätig ist (§§ 22–25 UbG). Wenn es der Patient oder sein Vertreter verlangt, muss ein zweiter Sachverständiger bestellt werden.
In der mündlichen Verhandlung wird anhand des Sachverständigengutachtens, aber auch auf Grund des aktuellen Gesundheitszustandes des Patienten geprüft, ob die Unterbringungsvoraussetzungen immer noch vorhanden sind. Auch an dieser Verhandlung nehmen ein Vertreter des Abteilungsleiters, der Patient, der Patientenanwalt oder ein sonstiger Vertreter des Patienten und der Sachverständige, der sein Gutachten erläutert und gegebenenfalls ergänzt, teil. Wenn erforderlich, muss der Richter Auskunftspersonen (Zeugen) vernehmen und andere geeignete Beweise erheben.

### Beschluss über die Zulässigkeit
Am Ende der mündlichen Verhandlung hat das Gericht mit Beschluss über die Zulässigkeit der Unterbringung zu entscheiden (§ 26 UbG). Ist die Unterbringung zulässig, muss eine Frist festgelegt werden, die jedoch drei Monate ab Beginn der Unterbringung nicht überschreiten darf.
Liegen nicht alle gesetzlichen Voraussetzungen vor, ist die Unterbringung für unzulässig zu erklären. In diesem Fall ist die Unterbringung sofort aufzuheben, es sei denn, dass der Abteilungsleiter ein Rechtsmittel anmeldet und das Gericht diesem sofort hemmende Wirkung zuerkennt.

### Rechtsmittel
- Der Beschluss, mit dem eine Unterbringung nach Anhörung des Patienten vorläufig für zulässig erklärt wird, kann nicht abgesondert bekämpft werden (sondern erst zusammen mit einem späteren, unbeschränkt anfechtbaren Beschluss).
- Gegen den Beschluss, mit dem die Unterbringung nach mündlicher Verhandlung für zulässig erklärt wird, können der Patient, bestimmte nahe Angehörige sowie der Patientenanwalt binnen vierzehn Tagen nach Zustellung einer schriftlichen Ausfertigung Rekurs erheben, über den das Landesgericht als zweite Instanz zu entscheiden hat (§ 28 UbG).
- Wird die Unterbringung nach Anhörung oder nach mündlicher Verhandlung für nicht zulässig erklärt, kann der Abteilungsleiter Rekurs erheben. Er oder sein Vertreter muss das Rechtsmittel sofort mündlich anmelden (d. h. erklären, dass er Rekurs erhebt) und im Fall der Anhörung binnen drei, im Fall der Verhandlung binnen acht Tagen schriftlich ausführen. Auch über diese Rekurs entscheidet das Landesgericht als zweite Instanz. Anders als der Abteilungsleiter hat der Patient das Recht, binnen sieben Tagen eine Gegenäußerung (Rekursbeantwortung) zu erstatten.
- Gegen die Entscheidung des Landesgerichtes ist ein Rekurs an den Obersten Gerichtshof als dritte Instanz (Revisionsrekurs) nach den allgemeinen Bestimmungen des Außerstreitgesetzes grundsätzlich zulässig. Voraussetzung ist allerdings, dass die Entscheidung von der Lösung einer Rechtsfrage von besonderer Bedeutung für die Wahrung der Rechtseinheit, der Rechtssicherheit oder der Rechtsentwicklung abhängt. Liegt diese Voraussetzung nicht vor, ist der Revisionsrekurs vom Obersten Gerichtshof zurückzuweisen.

### Aufhebung der Unterbringung
Die Unterbringung muss durch den Abteilungsleiter oder einen Vertreter (einen Facharzt für Psychiatrie) jederzeit aufgehoben werden, wenn eine der gesetzlichen Voraussetzungen nicht (mehr) erfüllt ist (§ 32 UbG).
Abgesehen davon muss das Gericht schon vor Ablauf der in seinem Beschluss festgesetzten Frist über die weitere Zulässigkeit der Unterbringung entscheiden, wenn der Patient, sein Vertreter oder bestimmte nahe Angehörige es verlangen oder wenn das Gericht selbst begründete Zweifel am weiteren Bestehen der Voraussetzungen hegt (§ 31 UbG).

### Weitere Unterbringung
Liegen am Ende der vom Gericht festgesetzten Frist die Voraussetzungen für eine Unterbringung ohne eigenes Verlangen immer noch vor, muss der Abteilungsleiter das Gericht spätestens vier Tage vor Fristende davon verständigen. Es beginnt dann erneut ein Überprüfungsverfahren mit Anhörung, schriftlichem Gutachten und mündlicher Verhandlung (§ 30 UbG).
Die weitere Unterbringung kann für bis zu sechs Monate für zulässig erklärt werden. Nach Verlängerung um maximal zwölf Monate müssen bei der nächsten Überprüfung Gutachten von zwei Sachverständigen eingeholt werden; die Unterbringung kann dann bis zu einem Jahr weiter für zulässig erklärt werden. Bei danach folgenden weiteren Überprüfungen ist wiederum nur ein Gutachten notwendig.